# Lars Mejern Larsson
Lars Mejern Larsson (ur. 31 grudnia 1965) – szwedzki polityk Szwedzkiej Socjaldemokratycznej Partii Robotniczej, członek Riksdagu od 2006 roku.